# High Salvington
High Salvington – wieś w Anglii, w hrabstwie West Sussex, w dystrykcie Worthing. Leży 27 km na wschód od miasta Chichester i 76 km na południe od Londynu.